# 初芽里奈
初芽里奈（日語：初芽里奈，1990年6月10日—），日本女優。
出身於滋賀縣。
2017年10月1日從 初芽 里奈 改名為 初咲 里奈 。

## 個人簡介
2009年以「桃井りん」為藝名在AV界出道，扮演蘿莉系AV女優。
2011年改名為「初芽里奈」。同年6月1日在新宿ニューアート的脫衣舞上首次亮相。
2017年10月1日改名為「初咲里奈」。
興趣是讀書。
2021年5月5日宣布加入「殲滅のディストピア」。6月5日首次亮相

## 外部連結
※以下為18禁網站
- AV女優 初芽里奈 初めての気持ち （页面存档备份，存于） - 官方部落格
- 初咲里奈的X（前Twitter）
- 初芽@えっち的X（前Twitter）
- 初芽里奈的X（前Twitter）
- Hatsume Band的X（前Twitter）
- 初芽里奈　所屬事務所